# Tegerfelden
Tegerfelden es una comuna suiza del cantón de Argovia, situada en el distrito de Zurzach. Limita al norte con la comuna de Bad Zurzach, al noreste con Rekingen, al este con Baldingen, al sur con Endingen y Würenlingen, y al oeste con Döttingen.

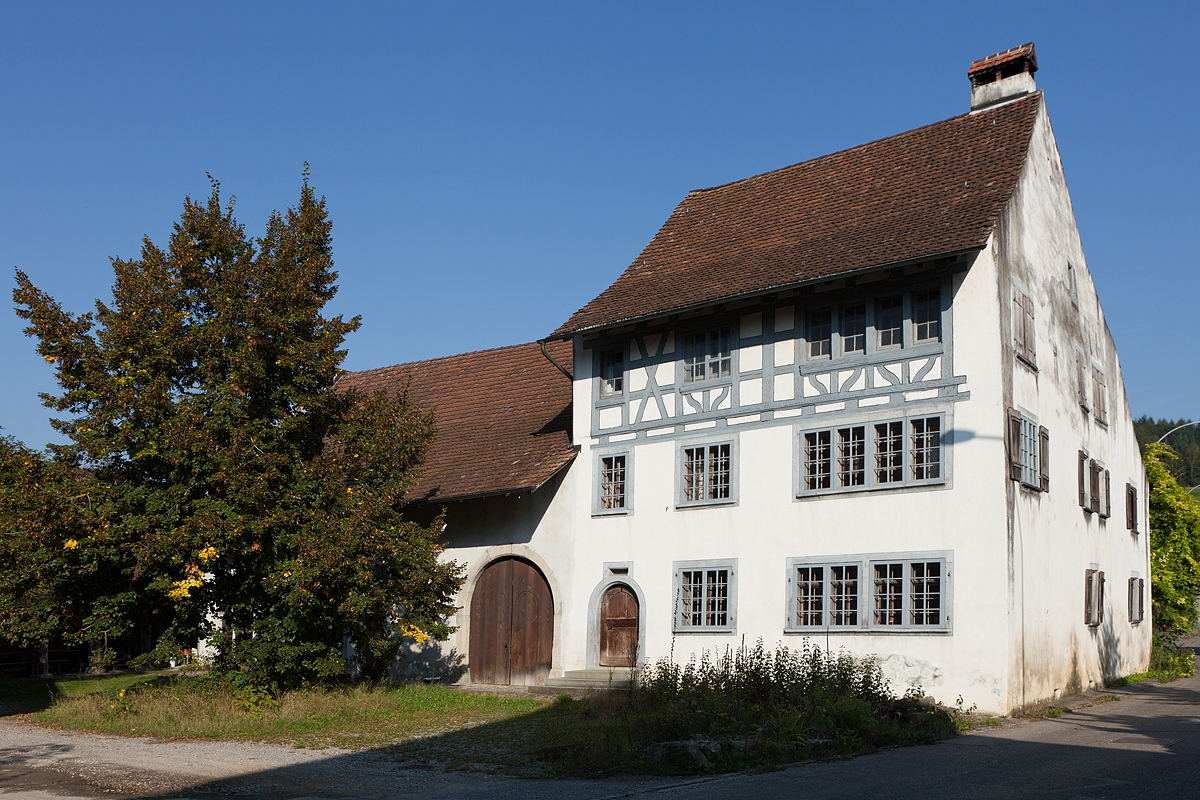
Juzgado de Tegerfelden.